# 홍성수 (법학자)
홍성수는 대한민국의 법학자, 교수이다.
2008년 영국 런던 정치경제대학교(LSE)에서 국가인권기구에 대한 연구로 박사학위(PhD)를 취득했다. 법철학, 법사회학 등의 기초법학 방법론을 바탕으로 인권이론, 기업과 인권, 지역사회와 인권, 학생인권, 표현의 자유와 인권, 여성인권, 국가인권기구 등의 주제를 연구했다. 2009년부터 숙명여자대학교 법학부에 재직하면서 법철학, 법사회학, 영화를 통한 법의 이해, 법학개론, 법학입문, 입법론 등의 과목을 강의했다.
천주교인권위원회, 한국인권재단, 군인권센터 등 인권단체에서 활동하고 천주교주교회의 정의평화위원회 사형제도폐지소위원회, 서울시 인권위원회, 서울시 어린이청소년인권위원회, 서울교육청 학생인권위원회 등에서 위원으로도 활동하였으며, 한국법철학회, 한국법사회학회의 총무이사로 일하였다. 한국성폭력상담소 부설연구소 울림의 객원연구위원이기도 하다.